# Micropigmentació

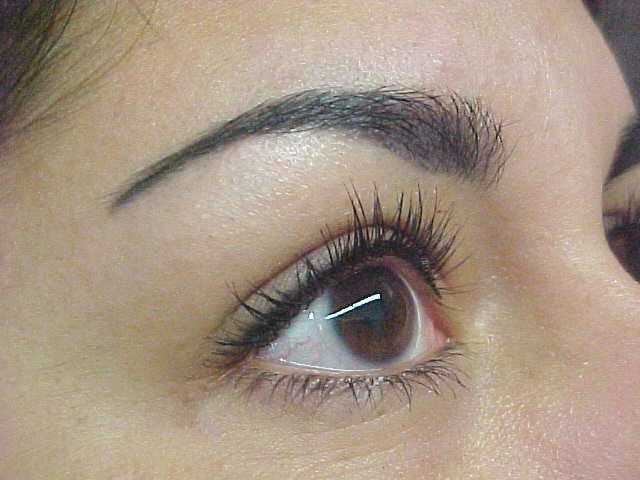
Micropigmentació a les celles.

La micropigmentació és una especialitat emmarcada en el camp de l'estètica el fi és el d'embellir, corregir o millorar determinats trets de l'anatomia corporal, tant masculina com femenina. El tractament consisteix en la implantació de pigments a nivell epidèrmic o superficial per dotar de color i forma a diverses parts del cos, sent les més habituals en el cas de les dones: ulls, llavis, celles i pit. En els últims anys, cada vegada es recorre més a la micropigmentació com a tractament correctiu per dissimular imperfeccions com cicatrius, o bé, per camuflar malalties que provoquen la pèrdua de pigmentació a la pell, com pot succeir en el cas del vitiligen o despigmentació de la pell. Es considera una tècnica de maquillatge permanent.
Té cert sentit associar la micropigmentació al concepte del tatuatge, ja que són processos que guarden nombroses similituds. No obstant això, cal tenir en compte que a diferència del tatuatge, la durada de la micropigmentació és variable, en funció de factors com la pell de la pacient, materials emprats, cures anteriors i posteriors, etc. Per tant, la durada estimada del tractament està compresa entre 1 i 3 anys, encara que els efectes són immediats un cop realitzat el tractament.
El primer pas d'un treball de micropigmentació consisteix en l'anomenada prova de l'al·lèrgia, on s'avalua si la pacient serà apta perquè se li realitzi un tractament de micropigmentació.
A fi d'adaptar el disseny al màxim possible als trets corporals i fisionòmics de la pacient, és fonamental realitzar una prova de visagisme o disseny previ. En aquesta etapa, la tècnic realitza un esbós sobre el resultat final del treball (en plantilles, màscares, caps de maniquí, o a la pròpia pacient). Això permet que la pacient tingui unes expectatives reals sobre els efectes de la micropigmentació en el seu cas particular. L'ideal en la fase de disseny, és que hi hagi el major "feedback" possible entre el professional i la pacient, amb un diàleg fluid en el qual s'intercanviïn opinions que permetin personalitzar el tractament de micropigmentació al màxim.
Un cop acordat el disseny amb la pacient, es procedeix a la realització del tractament de micropigmentació. Durant el mateix, la pacient pot notar sensacions incòmodes, especialment si el treball és realitzat en zones sensibles, com per exemple, els ulls.
Finalment, després d'haver transcorregut unes setmanes després del tractament, s'ha de emplaçar a la pacient a una sessió de revisió o reconeixement, en on es pugui avaluar si cal fer un retoc sobre el treball inicial (la qual cosa succeeix en prop del 90 % dels tractaments), i en cas afirmatiu, s'ha de fer dit retoc amb el major nivell de detall possible.